# Ballybrittas
Ballybrittas är en ort i republiken Irland.   Den ligger i grevskapet Laois och provinsen Leinster, i den centrala delen av landet, 60 km väster om huvudstaden Dublin. Ballybrittas ligger 85 meter över havet och antalet invånare är 331.
Terrängen runt Ballybrittas är platt. Runt Ballybrittas är det ganska glesbefolkat, med 21 invånare per kvadratkilometer. Närmaste större samhälle är Portlaoise, 13,6 km sydväst om Ballybrittas. Trakten runt Ballybrittas består i huvudsak av gräsmarker.